# Puebla de Trives
Puebla de Trives (oficialmente, A Pobra de Trives, en gallego) es un municipio español situado en la provincia de Orense, en la comunidad autónoma de Galicia. Es capital de la comarca de Tierra de Trives y cabeza de su propio partido judicial. Se halla en la vertiente noroccidental de la sierra de Queija, perteneciente al macizo central orensano. 
Llegó a ser un importante centro de reunión de la nobleza gallega (junto a la isla de La Toja) durante el siglo XIX. Hasta la década de 1970 fue un importante núcleo de la provincia de Orense, destacando por encima de otras villas como El Barco de Valdeorras o Carballino. Sin embargo, fue notoria su pérdida de habitantes en el último cuarto del siglo XX, sobre todo a partir de la remodelación de la red de carreteras de la región, al trazarse la ruta  nacional n.º 120 (que une Logroño con el puerto de Vigo) evitando la comarca trivesa, en favor del vecino municipio lucense de Monforte de Lemos.
En el presente, el municipio combina la actividad agrícola y ganadera, su sostenimiento tradicional, con el turismo cultural, rural y de montaña, este último dada la cercanía de la estación de esquí de Manzaneda, la única de toda Galicia.

## Etimología
El topónimo "Trives" derivaría del antiguo pueblo de los Tiburi, o Tiburos, que ya aparece referido en las fuentes clásicas como una de las tribus celtas incluidas por los romanos en el grupo de los astures augustanos.

## Geografía
Puebla de Trives se sitúa en las estribaciones occidentales de la sierra de Queija, que superan los 1500 m (Cabeza de los Bueyes con 1707 m s. n. m., la Llanura de Maceda con 1685 m s. n. m., y Cabeza de Manzaneda con 1770 m s. n. m.). El terreno baja hacia el oeste y hacia las riberas del río Bibey, formando valles estrechos y encajados con grandes desniveles. 
El Bibey es el afluente más importante del río Sil. Nace en la sierra Segundera, en el municipio zamorano de Porto de Sanabria a 1840 m de altitud y constituye casi todo el límite norte del ayuntamiento. Desde su margen izquierda desembocan en él el río Navea y el San Lázaro, el Cabalar y el Fiscaíño, que lo hacen en forma de cascadas. 
En las partes altas predomina un clima de montaña y en los valles es casi mediteráneo. Los inviernos son duros y largos (9 °C) y los veranos tibios (15 °C en julio). Las precipitaciones aumentan con la altura y van de los 874 mm del hondo del valle a los casi 2000 mm de las montañas.

## Historia
Existen en el municipio trivés varios restos de castros, la mayoría romanizados: Cividá, Castro, Castelo, As Cigadoñas, etc. Los pobladores eran los tiburos, una tribu celta de astures, cuya capital o cabecera regional se llamaba Nemetóbriga, asentamiento que pudiera corresponderse a los actuales Trives Viejo o Puente Navea. Etimológicamente, el topónimo Nemetobriga surge de la combinación de las voces nemeton (lugar sacro o sagrado) y briga (altura, fortaleza), lo que induce a pensar en Nemetóbriga como un centro de relativa importancia religiosa a nivel regional.
Esta posible relevancia local sería reconocida por los romanos al tomar en cuenta la zona para el trazado de la Vía XVIII del Itinerario de Antonino (de Bracara Augusta hasta Asturica Augusta), conocida como Vía Nova, calzada romana que entraba por Puente Navea, atravesaba Trives Viejo, Puente Cabalar, Mendoya, y salía del municipio por el puente sobre el río Bibey, construido en época del emperador hispalense Trajano. La propia Nemetobriga fue constituida en mansio, la séptima saliendo de Braga, la quinta desde Astorga.
A comienzos de la Edad Media, en algún momento del siglo X (según la fecha del inicio de sus esporádicas apariciones en el registro documental), se instituyó en la actual parroquia de Sobrado un cenobio, tal vez en su origen familiar, por lo que posiblemente fuese mixto durante sus comienzos, hasta que ya en 1175 se puede dar por segura la existencia de una comunidad femenina con una abadesa a su frente, el monasterio de San Salvador, que, en 1228, recibió del rey Alfonso IX privilegio de coto sobre las tierras vecinas, constituyéndose el abadengo del Coto de Sobrado, señorío eclesiástico que llegaría a abarcar todo el tercio sur del actual municipio. Mientras tanto, respecto al tercio al norte de Puebla, se tiene constancia del establecimiento de otra comunidad religiosa, la de los Caballeros Hospitalarios, u orden cruzada de San Juan, que en el siglo XII instalaron una casa en el actual Pazo de A Freiría, en la parroquia por ello llamada de San Xoán de Barrio, siendo freiría un término derivado, precisamente, de frey, freire, "hermano", como miembro de una orden monástica o militar. En este sentido, freiría equivale a "priorato" que es lo que era el establecimiento referido: una residencia y explotación rural dependiente de la Encomienda de Quiroga, matriz de la Orden Hospitalaria en la región. Esta actividad suya en tierras trivesas es la razón de la presencia de la cruz de malta en el actual escudo municipal, junto con la representación del puente del Bibey.

## Geografía humana

### Demografía
Cuenta con una población de 1968 habitantes (INE 2024).
| Gráfica de evolución demográfica de A Pobra de Trives entre 1842 y 2021 |
| |
| Población de derecho según los censos de población del INE Población de hecho según los censos de población del INEEn este censo se denominaba Tribes: 1842 En este censo se denominaba Puebla de Tribes: 1857 En estos censos se denominaba Puebla de Trives: 1860, 1877, 1887, 1897, 1900, 1910, 1920, 1930, 1940, 1950, 1960, 1970, 1981 y 1991 |

### Organización territorial
El municipio está formado por sesenta y cuatro entidades de población distribuidas en diecinueve parroquias:
- Barrio[16] (San Juan)[13][17]
- Castro[16] (San Nicolás)[13][18][15]
- Coba[16] (Santa María)[13][19]
- Cotarones[16] (Santiago)[13][20]
- Encomienda[16] (San Antonio)[13][21]
- Junquera[16] (San Pedro)[13][22]
- Mendoya[16] (Nuestra Señora de la Concepción)[13][23]
- Navea (San Miguel)
- Paraizás[16] (San Antonio)[24]
- Penapetada[16] (San Esteban)[13][25]
- Peña de Folenche[16] (Santa María)[26]
- Piñeiro (San Sebastián)
- Puebla de Trives[16] (Santo Cristo de la Misericordia)[13][3]
- San Lorenzo de Trives[13][16][27]
- San Mamed de Trives[13][16][27]
- Sobrado (San Salvador)
- Somoza (San Miguel)
- Trives (Santa María)
- Villanueva[28] (Santa María)[13][29]

### Economía
La actividad económica del municipio se basa principalmente en el sector de servicios (turismo rural y de montaña), en la agricultura/ganadería y el comercio/hostelería.

#### Turismo rural y de montaña
En este ámbito es de destacar el complejo hotelero de Cabeza Grande de Manzaneda y su estación invernal, la única de la comunidad autónoma de Galicia. Abundan los bares/restaurantes, casas de turismo rural (antiguos pazos y casas grandes) y existen dos cámpines. La orografía, belleza paisajística, clima y vegetación hacen de la comarca un lugar perfecto para el descanso y el disfrute de la naturaleza.

#### Agricultura y ganadería
El sector primario (agrícola y ganadero) es otro de los principales pilares económicos de la comarca. Entre los cultivos destaca el de la castaña y el de la miel. En cuanto a la producción ganadera destaca la ovina/caprina, vacuno y porcino. Prácticamente todas las familias crían cerdos para consumo propio (matanza). Esta producción propia de cerdo junto con los pequeños huertos familiares hacen que con un pequeño sueldo o pensión pueda una familia vivir.

#### Comercio y hostelería
Entre los comercios destacan las confiterías/panadería que venden el famoso producto típico gastronómico de esta localidad: la bica.
La bica es un postre autóctono, dentro de la variada gastronomía trivesa, que se hace con masa de pan, manteca de vaca cocida, huevos, azúcar, canela y harina tamizada. Era práctica habitual que cada visitante antes de irse se llevase para consumo propio o regalar una bica. 
En cuanto al sector hostelero, la localidad cuenta con numerosos bares/restaurantes en proporción a los habitantes con los que cuenta.

#### Funcionarios y pensionistas
Al ser un centro comarcal existen un amplio número de funcionarios (educación, sanidad, etc.)
Muchos triveses se han visto obligados a dejar su tierra en busca de trabajo. Cuando alcanzan la edad de jubilación regresan a su pueblo natal y disfrutan los últimos años de su vida.
La creación de puestos de trabajo en la comarca es baja. Entre las empresas privadas que crean trabajo destaca una de las principales eléctricas del país que explota varios centros de producción eléctrica (abundantes embalses/pantanos en la comarca) dando trabajo a un número importante de personas de la comarca.
Durante los meses de julio, agosto y septiembre la población incrementa considerablemente su número de habitantes ya que regresan de vacaciones hijos y nietos de triveses repartidos por todo el mundo. Si no fuese por este motivo se verían obligados a cerrar varios comercios y negocios de hostelería.

#### Deporte
En la capital del municipio existen varias instalaciones deportivas de propiedad municipal, como un pabellón polideportivo, unas piscinas y un campo de fútbol, este último es utilizado desde 1980 por Club Deportivo Trives.
Existe también desde el año 1993 el club montaña trives dedicado a promover los deportes de montaña

## Corporación municipal
| Resultado elecciones municipales del 28 de mayo de 2023 en Puebla de Trives |       |            |            |  |
| Nombre                                                                      | Votos | Porcentaje | Concejales |  |
| PSdeG                                                                       | 895   | 61.47%     | 6          |  |
| PP                                                                          | 364   | 25.00%     | 5          |  |
| BNG                                                                         | 182   | 12.50%     | 0          |  |

| Resultado elecciones municipales del 28 de mayo de 2023 en Pobra de Trives | Resultado elecciones municipales del 28 de mayo de 2023 en Pobra de Trives | Resultado elecciones municipales del 28 de mayo de 2023 en Pobra de Trives |
| -------------------------------------------------------------------------- | -------------------------------------------------------------------------- | -------------------------------------------------------------------------- |
| Nombre                                                                     | Votos                                                                      | Concejales                                                                 |
| PSdeGalicia                                                                | 690                                                                        | 6                                                                          |
| PPdeGalicia                                                                | 545                                                                        | 5                                                                          |
| BNG                                                                        | 55                                                                         | 0                                                                          |

## Festividades
- Fiesta de la Bica último domingo del mes de julio.
- Fiesta de San Bartolomé última semana del mes de agosto.
- Fiestas del Santísimo Cristo de la Misericordia y de la Virgen de la Dolorosa a mediados del mes de septiembre.